# Doug Stamper
Douglas "Doug" Stamper è un personaggio della serie televisiva statunitense House of Cards - Gli intrighi del potere interpretato da Michael Kelly.

## Biografia
Nato il 1º maggio 1964 a Naperville, in Illinois, è il più fedele e fidato assistente di Frank Underwood, nonché suo capo di gabinetto, sia prima sia dopo il suo arrivo alla Casa Bianca. Irreprensibile, freddo e professionale, rappresenta la spalla ideale per Frank per nascondere tutti i suoi affari politici più torbidi. Durante la sua attività si trova a gestire le situazioni più complicate, a cominciare dal caso di Peter Russo. Preferisce la carriera al fianco di Underwood a Washington, piuttosto che sposarsi e avere figli. Doug è un alcolista e durante la serie TV alterna momenti di autocontrollo a rovinose ricadute; spesso fa uso di siringhe per assumere oralmente alcolici (in modo da poter dosare le quantità ingerite).

## Storia del personaggio

### Prima stagione
Frank Underwood è stato eletto per l'undicesima volta consecutiva deputato al Congresso nel V Distretto della Carolina del Sud, ma è stanco delle faccende parlamentari e vorrebbe fare il grande salto. L'occasione giusta gli si presenta quando Garrett Walker intende candidarsi alla presidenza degli Stati Uniti dopo Barack Obama: Frank assume il controllo della sua campagna, ottenendo da Walker la promessa della nomina a Segretario di Stato in caso di vittoria.
Walker viene eletto, ma a sorpresa decide che il posto di Segretario di Stato andrà a Michael Kern perché ha ritenuto opportuno che Frank rimanga al Congresso per assicurare l'approvazione delle leggi. Deluso dall'improvviso cambio di rotta e consapevole che è giunto il momento di ambire alle posizioni che contano, Frank decide di mettere in atto un piano per eliminare tutti coloro i quali gli hanno remato contro.
Doug, assieme a Claire Underwood (Robin Wright), è il più grande alleato di Frank, il suo fido braccio destro. Tutti gli altri invece per Frank sono solo pedine e, fra questi, Remy Danton (Mahershala Ali), avvocato per Glendon Hill, lobbista per la compagnia di gas SanCorp e, un tempo, direttore della comunicazione del suo staff, cosa che provocherà tra i due non poche tensioni.
Mentre Frank inizia a frequentare la giornalista Zoe Barnes (Kate Mara), conosciuta per caso durante una prima a teatro, facendo leva sulle sue ambizioni per farle avere esclusive top secret come la bozza della discussa riforma dell'istruzione, Doug si occupa del deputato Peter Russo. Infatti Frank ha messo nel mirino il 48º Vicepresidente, Jim Matthews, successore di Joe Biden. Matthews per accettare l'incarico ha lasciato vacante il posto di governatore della Pennsylvania, e Underwood ha convinto il giovane deputato Russo a candidarsi come governatore. Doug aiuta Frank a condurre personalmente la campagna elettorale di Russo. L'intenzione però è quella di sfruttare le debolezze caratteriali di Peter, falcidiato da problemi di alcol e droga, per farlo estromettere dalla campagna e costringere Matthews a lasciare la vicepresidenza per evitare una vittoria repubblicana. Se ne occupa Doug, assoldando la escort Rachel Posner per farlo ubriacare in vista di un'intervista elettorale, con un astuto inganno: Peter si lascia prendere dallo sconforto per una sconfitta certa, e Frank pregusta il suo ritiro, ma Peter ha un ultimo lampo di coraggio e vuole andare stoicamente incontro alla sconfitta. Di fronte alla tenacia di Russo, il quale non intende mollare una campagna elettorale ormai irrimediabilmente compromessa, Frank lo uccide avviandogli l'automobile chiusa in un garage con lui svenuto dentro, inscenando così un suicidio. Doug, invece, si scopre innamorato di Rachel.
L'ultimo ostacolo che si para davanti a Frank sulla strada verso la vicepresidenza è Raymond Tusk (Gerald McRaney), un imprenditore nel settore del nucleare cui il presidente Walker ha intenzione di affidare l'incarico. Frank viene mandato in avanscoperta e scopre che in realtà era tutto un trucco: il presidente voleva proprio Frank come vice, mentre Tusk era solo colui il quale doveva dare il proprio parere a Walker sull'idea. Frank si dimostra leale al presidente ed è per questo motivo che Walker lo nomina vicepresidente, col benestare di Tusk inizialmente contrario.
Nel finale di stagione, Underwood è nominato Vicepresidente in sostituzione di Matthews. Intanto, Lucas Goodwin (Sebastian Arcelus), ignorando gli ammonimenti dello scettico capo Tom Hammerschmidt (Boris McGiver) che non crede in un possibile scoop, aiuta l'ex collega Zoe con la quale instaura una relazione: i due amanti hanno sempre più dubbi su Frank per la morte di Russo, e con l'aiuto di Janine Skorsky (Constance Zimmer) cominciano a indagare su di lui.

### Seconda stagione
Underwood ora è il 49º Vicepresidente degli Stati Uniti, e Claire la 39^ Second Lady.
Nel corso dei mesi, Frank affronta sfide con ambiziosi uomini d'affari, contro il governo cinese e il Congresso stesso, continuando a perseguire le proprie aspirazioni politiche. La trama ruota intorno alle battaglie contro il miliardario Raymond Tusk, che cerca di mantenere la sua posizione come braccio destro di Walker, e contro l'ex direttore della comunicazione Remy Danton, che ora è un lobbista alle dipendenze di Tusk.
All'inizio del suo mandato, Underwood sta cercando di cancellare tutti i collegamenti con la morte di Russo gettando sotto a un treno Barnes, e facendo arrestare il suo amante Lucas Goodwin per cyberterrorismo. Skorsky, terrorizzata, si tira indietro.
Un altro compito iniziale di Underwood è provvedere alla propria sostituzione come Chief Whip sostenendo Jacqueline "Jackie" Sharp (Molly Parker), amante di Remy Danton.
Verso ottobre, Underwood deve fronteggiare le accuse del procuratore generale Heather Dunbar (Elizabeth Marvel) in merito a flussi di "denaro sporco" dalla Cina per sostenere il Partito Democratico e Walker. Frank non è implicato in ciò, è innocente, così come ne è ignaro e innocente lo stesso Walker: il vero e unico colpevole è Tusk, amico del Presidente. Frank però vi vede un'opportunità sia per sbarazzarsi di Tusk sia per orchestrare la caduta di Walker, pur sostenendolo pubblicamente. Così, il 30, Walker, distrutto mediaticamente, si dimette permettendo a Frank di succedergli come 46º Presidente degli Stati Uniti d'America, e a Claire di divenire la 55^ First Lady.
Doug però non sa di questo trionfo: si sta occupando di tenere nascosta Rachel finché non deciderà che farne, ma è combattuto a causa dei sentimenti per lei. Non può lasciarla andare perché potrebbe collegare Underwood a Russo, ma non vuole neanche farle del male. La prende in consegna per capire se sia mai stata contattata da qualcuno, ma lei, spaventata dal fatto che stanno andando fuori città, scappa nel bosco e colpisce Doug con un sasso alla testa, ripetutamente. Colta dal panico pensando di averlo ucciso, fugge con la sua auto lasciandolo al suolo, moribondo.

### Terza stagione
Si scopre che Doug è vivo, salvato appena in tempo. Si risveglia dal coma, scoprendo che il mentore è asceso alla presidenza ma che, appena sei mesi dopo l'inizio del suo mandato, è impopolare tra i cittadini e il Congresso sta bloccando i suoi tentativi di avanzare proposte legislative.
Nonostante l'affetto sincero che prova per Doug, il Presidente Underwood non si fida più di lui per come si è lasciato scappare Rachel, di cui non si ha traccia, e frattanto è preso da un'importante riforma del lavoro, la America Works, che la leadership democratica del Congresso rifiuta di sostenere, oltre a decidere di non sostenerlo alle prossime elezioni del 2016. Frank ha scelto il mite e remissivo Donald Blythe come 50º Vicepresidente, mentre Claire, seppur sia la 55^ First Lady degli USA, è frustrata per la mancanza di vero potere, e perché ogni sua conquista deve dipendere dal marito.
Frank annuncia che non correrà per la rielezione ma è solo un suo piano: sa che, quando non riuscirà a ottenere un disegno di legge al Congresso, potrà usarlo come motivo per rimangiarsi la promessa di non ricandidarsi nel 2016. Doug, conoscendo molto bene il suo mentore, lo capisce prima di tutti e vuole tornare a lavorare per lui dopo il congedo forzato, ma Frank lo estromette, scegliendo come Capo dello Staff il vecchio discepolo Remy Danton.
Il procuratore generale Heather Dunbar annuncia che correrà per la nomina presidenziale dando battaglia ad Underwood. Dopo un dibattito presidenziale in cui Frank umilia pubblicamente la Chief Whip, Jackie Sharp, quest'ultima si vendica sostenendo la campagna di Dunbar. Doug, estromesso da Frank, concorre ad aiutare la Dunbar, ma è solo un piano: vuole riacquistare la fiducia del suo mentore sabotando dall'interno la sua rivale alle primarie, e ci riesce poiché, non appena Danton si dimette, Underwood nomina al suo posto proprio lui. Inoltre, Doug trova Rachel, la scova e, seppur con la morte nel cuore, la uccide, affinché non possa essere mai un pericolo per Frank. Come ultima mossa per riacquistare totalmente la stima del suo capo, Doug brucia le uniche prove esistenti, in suo possesso, dei tre aborti di Claire.
Però intanto il matrimonio degli Underwood sta vacillando. Claire comincia a mettere in discussione il suo amore verso il marito e il tutto sfocia in una drammatica lite nello Studio Ovale in cui l'uomo le dice che lei è niente senza di lui, portando la donna a lasciarlo, alla vigilia del voto in New Hampshire.

### Quarta stagione
Underwood si rende conto che ha bisogno di Claire per vincere e, con l'aiuto di Doug, la convince a tornare con la promessa di sostenere la sua candidatura per un distretto congressuale in Texas, campagna per la quale la donna si affida alla stratega LeAnn Harvey (Neve Campbell). Tra Doug e LeAnn scatta subito una rivalità mista ad antipatia personale.
In realtà Frank sabota Claire, e tra i due coniugi inizia una serie di ripicche e vendette fino a quando la moglie fa la sua proposta: lei appoggerà la campagna di Frank ma solo alla condizione di correre con lui come 51º Vicepresidente. Frank respinge con rabbia l'idea.
Lucas è uscito dal carcere ed è in cerca di vendetta per la morte di Barnes; durante un comizio pubblico spara a Frank colpendolo al fegato e uccidendo il capo dei servizi segreti Meechum, che tuttavia, prima di soccombere alle sue ferite, riesce a ferirlo mortalmente. Underwood viene ricoverato in ospedale per un intervento chirurgico immediato e cade in coma ma presto si scopre che ha bisogno di un trapianto di fegato. Ancora una volta è Doug a essere risolutivo: riesce a collocarlo in cima alla lista dei trapianti salvandogli la vita, a discapito di un altro paziente che era più urgente e che muore.
Una volta ripresosi, Frank accetta di lasciare che Claire si candidi come suo Vicepresidente.
Dunbar ha abbandonato la corsa a causa della pubblica scoperta di un incontro che aveva avuto con Goodwin pochi giorni prima dell'attentato a Frank. Gli Underwood vincono le primarie, Claire è sia 55^ First Lady sia candidata ufficialmente come 51º Vicepresidente. Frank ora vuole affidarsi all'appaltatore NSA Aidan Macallan (Damian Young), amico di LeAnn, consigliatogli proprio da lei, per utilizzare la NSA al fine di ottenere illegalmente informazioni dagli elettori e spiare il candidato repubblicano, Will Conway (Joel Kinnaman). Doug non è d'accordo, ritiene sia un piano troppo rischioso, e anche Frank vorrebbe usarlo come Piano B ma, poiché il Piano A (mostrare che Conway usa informazioni sugli elettori per la campagna) si mostra inefficace, il Presidente si rivolge a Macallan.
Doug intanto inizia a frequentare Laura, vedova dell'uomo che, essendo stato collocato Underwood in cima alla lista, è morto per mancanza di trapianto.
Quando un gruppo di americani, estremisti fedeli al gruppo terrorista Islamico Caliphate Organization (ICO), rapisce una famiglia di periferia, Underwood permette a Conway di negoziare con loro, ma rendendo involontariamente il suo avversario un eroe agli occhi dei cittadini. Poco dopo, inoltre, Underwood viene colpito da due crisi contemporaneamente: il leader di ICO ordina ai suoi seguaci di uccidere uno degli ostaggi e il giornalista Tom Hammerschmidt, deciso a rendere giustizia a Barnes e Goodwin, espone i crimini di Underwood nel quotidiano Washington Herald. Di fronte al disonore e a un possibile impeachment, Claire suggerisce a Frank di dichiarare guerra all'ICO e consentire al pubblico di vedere l'ostaggio morire, al fine di distrarlo dallo scandalo creando un'atmosfera di timore diffuso che lui e la moglie possono sfruttare nelle settimane prima dell'elezione. Basta cercare di piacere agli americani: adesso si usi il terrore.
Doug però preferisce non assistere, non se la sente e, con la benedizione di Frank, va a trascorrere la serata con Laura che, forse, prenderà il posto della defunta Rachel nel suo cuore.

### Quinta stagione
Nei giorni antecedenti alle elezioni, Underwood spinge il Congresso a dichiarare formalmente guerra all'ICO e ordina alla CIA di uccidere uno dei terroristi e far sembrare che sia morto durante la cattura. Underwood è ancora in svantaggio nei sondaggi e la notte delle elezioni sembra perdere contro Conway ma, con l'aiuto di Doug e della stratega della campagna LeAnn Harvey, ordina all'appaltatore NSA Aidan Macallan di organizzare un attacco informatico in diversi seggi elettorali. Frank utilizza anche il timore di un possibile attacco terroristico per pressare i governatori del Tennessee e dell'Ohio per fermare la votazione. Il piano funziona e i due Stati si rifiutano di dichiarare un vincitore, trascinando l'elezione irrisolta per diverse settimane.
La Presidenza Underwood viene dichiarata terminata ma, poiché le elezioni sono state sospese e né Frank né Conway hanno ricevuto abbastanza voti, Claire viene nominata "Presidente facente funzioni". Frank tenta di convincere il deputato dell'Arizona Alex Romero a votare a suo favore, ma, quando Frank si rifiuta di aiutarlo, Romero forma un comitato per metterlo sotto accusa.
Intanto Laura, l'amante di Doug, gli svela che ha voluto una relazione con lui proprio perché sa è lui la causa della morte del marito, scalzato per salvare il Presidente Underwood: l'unico modo che ha trovato per sfogare il proprio odio è stato portarselo a letto. Inorridito, Doug lascia la donna.
Gli Underwood, assieme al responsabile della campagna di Conway, Mark Usher (Campbell Scott), scoprono come mettere fuori gioco il candidato repubblicano, grazie a una registrazione audio di Conway che inveisce verso un pilota e di un audio dove il suo compagno Ted Brockhart (Colm Feore) minaccia di uccidere Frank. Una volta che Usher comincia a lavorare per loro, vengono pubblicati i nastri che costano a Conway l'elezione. Underwood è ora Presidente eletto, ma il suo passato ancora una volta torna a perseguitarlo quando Hammerschmidt scrive una storia che lo collega alla morte di Zoe Barnes.
Doug intanto, dopo la delusione di Laura, s'innamora di LeAnn, che riesce a conquistarlo dopo le schermaglie iniziali, ma per la terza volta l'uomo perde l'amore: Frank, implacabile, orchestra la morte della donna, per sbarazzarsi di tutti coloro che conoscono i segreti degli Underwood.
Quando il comitato di Romero intensifica la sua indagine, Underwood tenta di deviare l'attenzione del pubblico sulle truppe inviate in Siria col pretesto di prevenire un attacco terroristico. Ciò provoca la reazione del Segretario di Stato Durant che decide di testimoniare contro di lui; prima che lei possa farlo tuttavia, Frank la spinge giù da una rampa di scale, mandandola in coma. Dopo che l'ex Presidente Walker testimonia circa il ruolo di Underwood nel riciclaggio dei soldi cinesi che tre anni prima lo portò a dimettersi, Frank sbalordisce il comitato dichiarando che si dimetterà dalla presidenza. Claire è irata: non aveva idea di questa mossa e si sente una stupida, impreparata. Underwood le spiega che la sua rassegnazione è parte di un piano per garantire che essi possano controllare il Paese negli anni a venire: Claire dalla Casa Bianca e lui dal settore privato. Doug, che era stato convinto dagli Underwood a confessare di aver ucciso Barnes e Russo, era a conoscenza di questo piano. Claire, seppur riluttante, accetta il piano del marito: finalmente avrà lei in mano il potere e non dovrà elemosinarlo dal marito. In cambio promette di dare la grazia presidenziale a lui e Stamper. Frank, allora, ratifica le dimissioni, e adesso è lei la Presidente.
Tuttavia Claire non fa alcuna menzione di loro durante il suo primo discorso alla nazione. Infuriato, Frank, trasferitosi in albergo, la chiama diverse volte, ma ogni volta lei lo rifiuta facendogli pensare di essere stato abbandonato. Lui rompe la quarta parete e dice: "Se non mi perdona, la uccido". Nello stesso istante Claire si appropria dello Studio Ovale e, rivolgendosi allo spettatore, parlandogli per la seconda volta: "è il mio turno".

### Sesta stagione
Si scoprono molte cose: sono passati 100 giorni da quando Claire ha assunto la presidenza, Frank è morto in circostanze non del tutto chiarite, dopo che una notte si è presentato furioso alla Casa Bianca urlando alla donna di rispettare il piano.
La presidenza è dura, per Claire Underwood: non è amata, né il fatto che sia vedova la aiuta nei sondaggi. Mark Usher le sta accanto come 52º Vicepresidente, ma tra i due non scatta il feeling, anzi.
Da subito si viene a sapere che Frank era in affari coi fratelli Bill e Annette Shepherd, due ereditieri miliardari coi quali gli Underwood erano amici da molti anni. Ai due Frank aveva promesso una legge sul petrolio con la quale gli Underwood avrebbero assunto il controllo sia della Casa Bianca che del settore privato, come lui progettava da mesi: è una promessa che Claire non intende mantenere, né vuole accettare altri compromessi fatti dal defunto marito, e ciò le costerà l'inimicizia dei potenti fratelli, di cui il Vicepresidente Usher è segreto alleato, oltre che amante di Annette. Anche la Presidente nasconde un segreto: è incinta della figlia di Frank, concepita col suo sperma congelato dopo la sua morte.
Frattanto Doug, che si era addossato la colpa degli omicidi di Russo e Barnes per distogliere l'attenzione dei media dagli Underwood, è in una clinica psichiatrica e continua a dare questa versione dei fatti pur di difendere la memoria del defunto Frank. Però Hammerschmidt e Skorsky continuano a indagare sull'ex presidente non credendo alla versione di Stamper, mentre anche troll virtuali (forse manovrati da Petrov) fanno trapelare su internet i delitti di Francis J. Underwood: la Presidente Claire è costretta a smarcarsi dall'indifendibile marito.
Doug decide allora di aiutare Hammerschmidt e Skorsky a far luce su Frank al solo fine di far ricadere le colpe su Claire e, allo stesso tempo, indurla a smetterla di distaccarsi pubblicamente dal marito sporcandone la memoria. Quando la Presidente fa assassinare Hammerschmidt, non gli resta che proseguire il lavoro con Skorsky, dalla quale è attratto. Dopo Rachel, Laura e LeAnn, sembra provare di nuovo un sentimento, anche se Skorky non pare corrispondere.
Pure lui nasconde dei segreti: il primo è che Frank, sentendosi vicino alla morte e non fidandosi più della moglie, aveva nominato lui suo erede universale, cosa che Claire aveva scoperto e insabbiato. Il secondo è che Frank teneva, da cinque anni, un diario audio, sul quale registrava con la propria voce tutte le sue imprese criminali, secondo la sua personale filosofia di vita.
Doug inizia a far trapelare stralci di questo diario con l'aiuto di Skorsky, per ricattare Claire e impedirle d'infangare la memoria dell'ex presidente, ma ottiene l'effetto opposto. La Presidente, per divincolarsi dall'indifendibile coniuge defunto, deve tenere una posizione di condanna e distacco, tanto da rinunciare al cognome Underwood e presentarsi agli occhi del mondo come Presidente Hale. La donna sa che così Doug uscirà allo scoperto, e lei potrà impedirgli di intralciare i suoi piani.
Lei stessa rivela a Stamper d'essere incinta di Frank: il loro contratto prematrimoniale aveva una clausola, ossia che, se lei mai fosse rimasta incinta di lui, tutta l'eredità sarebbe spettata al loro erede e non ad altri.
Doug, ossessionato dal difendere la memoria di Frank, cade nella trappola della donna ma, allo stesso tempo, impedisce agli Shepherd di ucciderla: con la sua morte, non solo verrebbero a galla i segreti torbidi del marito, ma morirebbe anche la creatura che porta in grembo, la figlia di Francis J. Underwood. Nel loro teso incontro, Doug le confessa che è stato proprio lui a uccidere il suo mentore, per evitare che egli distruggesse la propria reputazione agli occhi del mondo, poiché, in preda a un'ira incontrollabile, era intenzionato a uccidere la donna che non voleva concedergli la grazia. Claire prova sincera empatia per lui ma, quando l'uomo la minaccia in preda alla follia con un tagliacarte salvo chiederle perdono subito dopo, lei si vede costretta a ucciderlo con lo stesso tagliacarte. Mentre Doug muore, Claire mostra pietà ed empatia per quell'uomo che, come lei, era stato vittima per decenni del marito.